# Янгузин, Рим Зайнигабитович
Рим Зайнигаби́тович Янгу́зин (баш. Рим Зәйнәғәбит улы Янғужин, 15 ноября 1941, с. Аючево, Стерлитамакский район, Башкирская АССР, РСФСР, СССР — 11 ноября 2007, Уфа, Республика Башкортостан, Россия) — советский и российский этнограф, специалист по проблемам этногенеза и этнической истории башкир, а также изучению их традиционного хозяйства и социальной структуры. Доктор исторических наук (1990), профессор (1991).

## Биография
Родился 15 ноября 1941 года в селе Аючево Стерлитамакского района Башкирской АССР.
С золотой медалью окончил среднюю школу № 3 города Ишимбай (позже школу-интернат № 2), а в 1964 году — исторический факультет Башкирского государственного университета (ныне Уфимский университет науки и технологий). Учился в аспирантуре на кафедре этнографии Московского государственного университета и в 1969 году защитил диссертацию на соискание учёной степени кандидата исторических наук.
С 1968 года работал в Башкирском государственном университете (ныне Уфимский университет науки и технологий), был старшим преподавателем, доцентом, профессором и заведующим кафедрой истории СССР, с 1991 года являлся заведующим кафедрой истории Башкортостана и этнографии.
В 1989 году в МГУ имени М. В. Ломоносова защитил диссертацию на соискание учёной степени доктора исторических наук по теме «Хозяйство и социальная структура башкирского народа в XVIII—XIX века» (специальность 07.00.07 — этнография)

## Научная деятельность
Является автором около 300 научных трудов. Был руководителем и организатором нескольких этнографических экспедиций, собранные материалы в ходе которых составили коллекцию в Этнографическом музее при Башкирском государственном университете (ныне Уфимский университет науки и технологий).
Основная научная деятельность посвящена проблемам этногенеза и этнической истории башкир, а также изучению их традиционного хозяйства и социальной структуры.

### Научные труды
- Традиционный хозяйственный уклад башкир XIX столетия. Уфа, 1979.
- Хозяйство башкир дореволюционной России. Уфа, 1989.
- Из истории башкирских племен. Уфа, 1995.
- Земледелие и земельные отношения башкир в первой половине XVIII в. Уфа, 1998.
- Этнография башкир (история изучения). Уфа, 2002.
- Происхождение башкирского народа. Уфа, БашГУ, 2003.
- Этнический состав населения Башкортостана. Уфа, 2007.

## Награды и звания
- Заслуженный деятель науки Республики Башкортостан (1993)[2];
- Почётный работник высшего профессионального образования Российской Федерации (1997);
- Почётный профессор Башкирского государственного университета (2001);
- Заслуженный деятель науки Российской Федерации (2002)[3].

## Память
- 30 января 2008 года Учёный совет Башкирского государственного университета (ныне Уфимский университет науки и технологий) присвоил этнографическому музею университета имя Р. З. Янгузина.
- Постановлением Правительства Башкортостана имя Р. З. Янгузина присвоено средней общеобразовательной школе села Аючево Стерлитамакского района.
- В 2009 году издательство «Китап» имени Зайнаб Биишевой выпустило в свет книгу «Светлый путь. Воспоминания о профессоре Риме Зайнигабитдиновиче Янгузине»[4].
- 15 ноября 2011 года в Башкирском государственном университете (ныне Уфимский университет науки и технологий) состоялась Всероссийская научно-практическая конференция «Актуальные проблемы этнологии и истории» посвящённое 70-летию со дня рождения выдающегося ученого, профессора Рима Янгузина. В ней приняли участие историки, этнографы, архивисты, представители министерств и ведомств, общественности из различных городов России и зарубежья — все те, кто, так или иначе связан с именем Рима Зайнигабитовича Янгузина[5].
- В 2011 году в Уфе открыли мемориальную доску видному учёному и историку Риму Янгузину[6].